# Francois Louw

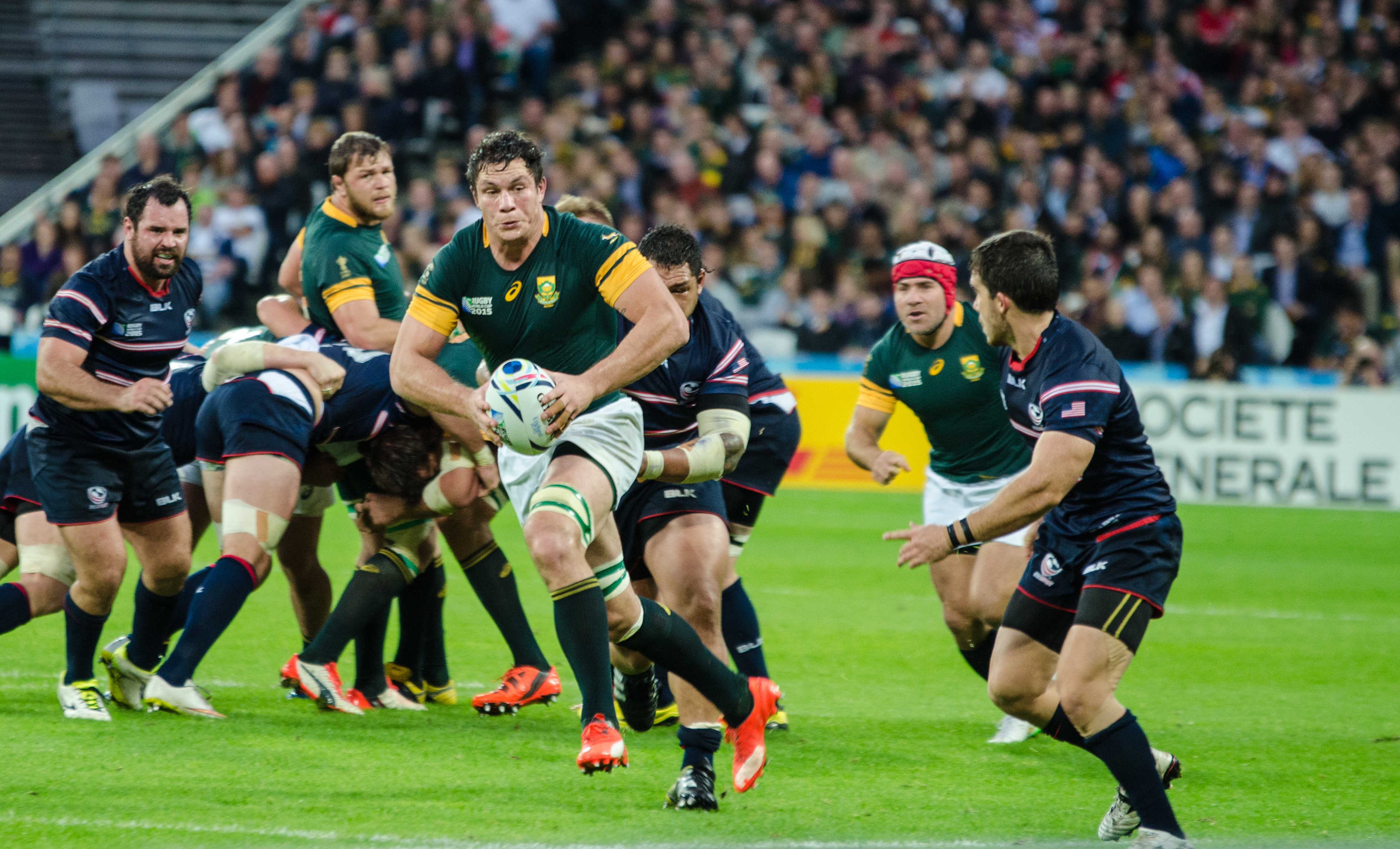
Louw podczas Pucharu Świata 2015

Francois Louw (wym. [ˈfranswa ˈlɵu], ur. 15 czerwca 1985 r. w Kapsztadzie) – południowoafrykański rugbysta występujący na pozycji lewego rwacza; reprezentant kraju, zdobywca i trzykrotny uczestnik pucharu świata.
Louw jest wnukiem Jana Pickarda, byłego reprezentanta RPA w rugby. Urodził się w Kapsztadzie, gdzie następnie uczęszczał do anglikańskiego Bishops Diocesan College. Po ukończeniu college’u studiował na Uniwersytecie w Stellenbosch.

## Kariera klubowa
Louw jest „produktem” szkółki zespołu Western Province. W składzie drużyny do lat 21 na młodzieżowe mistrzostwa kraju znalazł się w roku 2005 i 2006. Również w 2006 roku został włączony do składu pierwszej drużyny na ogólnokrajowe rozgrywki Currie Cup oraz Vodacom Cup.
W Currie Cup zadebiutował we wrześniu 2006 roku, zaliczając w pierwszym sezonie tych rozgrywek cztery występy. Wiosną kolenego roku wystąpił w kilku spotkaniach na drugim krajowym poziomie, w Vodacom Cup. Dobra postawa przyczyniła się jednak do tego, że w roku 2008 Louw zadebiutował w barwach Stormers, kapsztadzkiej drużyny występującej w międzynarodowych rozgrywkach Super Rugby.
W drużynach z Kapsztadu Louw występował do połowy 2011 roku. Największym sukcesem na szczeblu krajowym było osiągnięcie finału Currie Cup w 2010 roku, gdzie drużyna Western Province uległa ekipie Natal Sharks. Wynik ten był niemal kopią rezultatu Stormers z maja tego samego roku. Wówczas to w finale Super Rugby zespół Louwa przegrał z Bulls pomimo przyłożenia zdobytego przez Francois.
W kwietniu 2011 roku pojawiły się pierwsze informacje na temat ewentualnego transferu Louwa. Ostatecznie po zakończonym w październiku Pucharze Świata południowoafrykański zawodnik przeniósł się do Bath Rugby, drużyny z angielskiej Premiership. W nowym zespole zastąpił na pozycji rwacza swojego rodaka, Luke’a Watsona, który zdecydował się wrócić do RPA.
W barwach angielskiego klubu Louw zadebiutował w meczu Pucharu Anglo-Walijskiego 21 października 2011 r., niespełna dwa tygodnie po odpadnięciu Springboks z Pucharu Świata i na dwa dni przed jego finałem.
Pomimo nie najlepszych wyników drużyny z Bath w dwóch pierwszych sezonach południowoafrykańskiego zawodnika (odpowiednio 8. i 7. miejsce w lidze, faza grupowa Pucharu Heinekena oraz ćwierćfinał Pucharu Challenge), Louw uznał swój pobyt w Anglii za rozwijający. Dlatego też w 2013 roku – pomimo ofert drużyn z Francji, Irlandii i RPA – gracz podpisał nowy, obowiązujący do 2017 roku kontrakt z Bath.

## Kariera reprezentacyjna
Urodzony w Kapsztadzie zawodnik nie występował w reprezentacjach juniorskich, czy młodzieżowych swojego kraju. Na swój debiut w drużynie narodowej czekał do czerwca 2010 roku, kiedy to wystąpił w rozgrywanym na Millennium Stadium w Cardiff meczu z reprezentacją Walii.
W 2011 roku Louw, choć z powodu urazu obojczyka nie mógł wziąć udziału w lipcowo-sierpniowym Pucharze Trzech Narodów, to znalazł się w kadrze Południowej Afryki na Puchar Świata w Nowej Zelandii. Na imprezie tej wystąpił w trzech spotkaniach (za każdym razem wchodząc z ławki rezerwowych), jednak RPA odpadła już w ćwierćfinale.
W 2013 roku był istotnym członkiem kadry RPA podczas kolejnej edycji The Rugby Championship, w której Springboks dopiero w ostatniej kolejce stracili szanse na tytuł mistrzowski.